# The Theatre

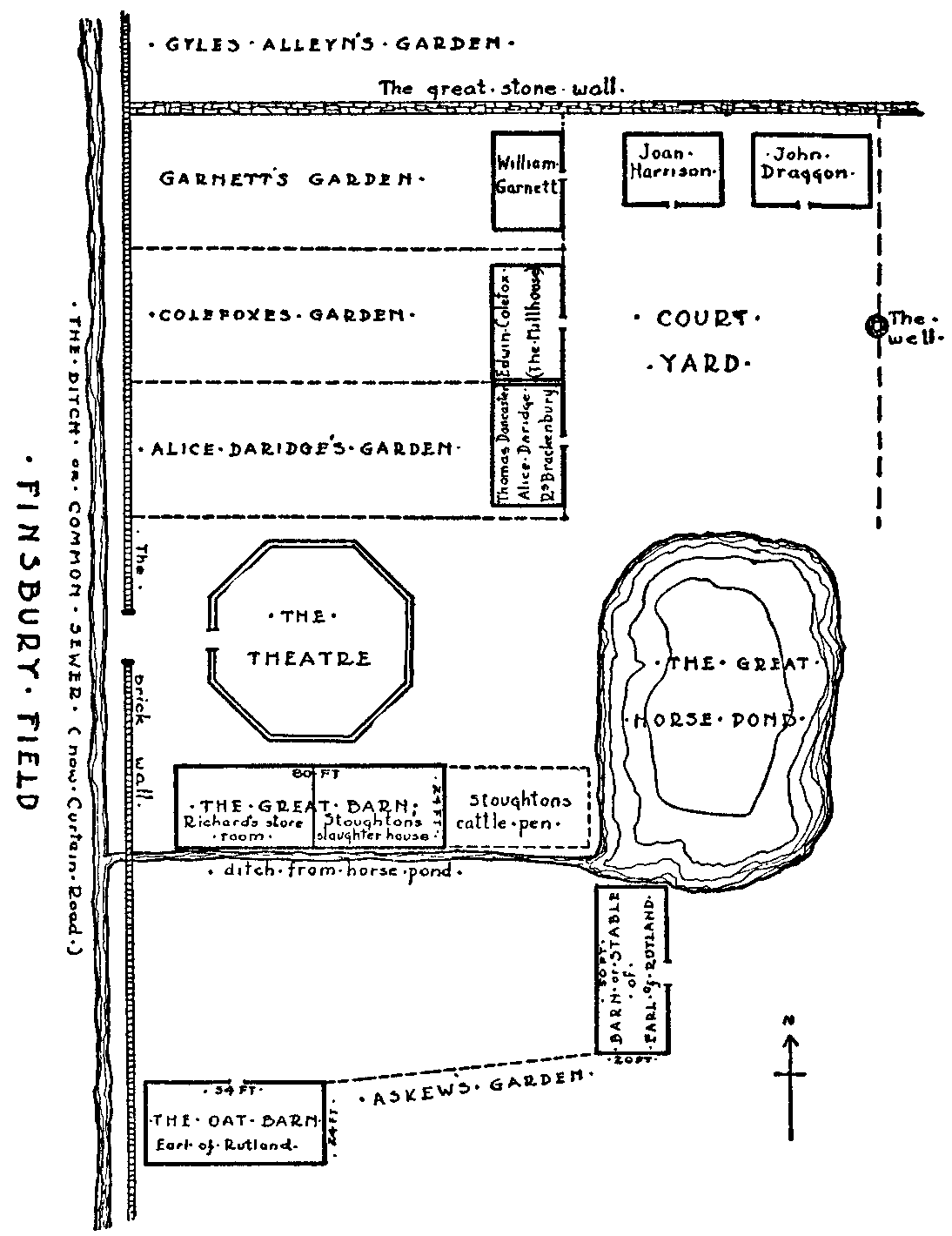
The Theatre na mapie Londynu z epoki

The Theatre – teatr z okresu elżbietańskiego, znajdujący się w Londynie, w dzielnicy Borough of Hackney. 
Budowę zainicjował angielski aktor, James Burbage. Uważa się go za pierwszy budynek przeznaczony stricte do prowadzenia działalności teatralnej. Występowały tam liczne znane ówcześnie grupy aktorskie, takie jak Trupa Lorda Szambelana, będąca po części własnością Williama Shakespeare’a. Po sporze z właścicielem terenu budynek teatru rozebrano, zaś część materiałów z jego rozbiórki posłużyła do budowy Globe Theatre.

## Aspekt techniczny
Budynek miał kształt wielokąta, trzy audytoria otaczały otwartą przestrzeń. W Henryku V Szekspira chór opisuje go jako drewniane O. Szacuje się, że jego wzniesienie kosztowało 700 funtów szterlingów, co wówczas stanowiło dużą kwotę.

## Historia
Teatr zbudowano w 1576 roku (jesienią tegoż roku został oddany do użytku), na terenach w przeszłości należących do jednego z zakonów – zostały mu odebrane wskutek upaństwowienia majątków kościelnych przez Henryka VIII. Dzielnica, w której się znajdował, należała do niebezpiecznych, swoją siedzibę miały tam domy publiczne i instytucje zajmujące się hazardem. Po otwarciu w okolicy drugiego teatru, The Curtain, teren ten stał się pierwszą w historii Londynu dzielnicą teatralno-rozrywkową. 